# مقبرة جيروك بوروت
مقبرة جيروك بوروت (بالإندونيسية: Taman Pemakaman Umum Jeruk Purut) هي مقبرة تقع في جاكرتا عاصمة إندونيسيا.

## النسق
نغطي مقبرة جيروك بوروت مساحة إجمالية قدرها 9.12 هكتار (0.09 كيلومتر مربع). وهي تقع في جنوب جاكرتا. إلى جانب مقبرة أبطال كاليباتا ومقبرة كاريت بيفاك ومقبرة مينتنغ بولو، تعد مقبرة جيروك بوروت واحدة من أفضل المقابر في جاكرتا. 

## التاريخ
تم توسيع المقبرة بأرض وقف وهي عبارة عن أراض تم التبرع بها لغرض ديني رجاءً لمثوبة الله، في منتصف العقد الأول من القرن الحادي والعشرين، مما أدى إلى طرد العديد من واضعي اليد على المقبرة. في عام 2007 بلغ متوسط المدافن 300 قبر شهريًا. اعتبارًا من عام 2007 عدت جيروك بوروت إحدى المقابر القليلة في جاكرتا القادرة على التوسع.

## الأساطير
وفقًا للاعتقاد المحلي يطارد شبح القسيس المقطوع جيروك بوروت. ويقال أن الشبح يحمل رأسه معه، ويتبعه كلب أسود كبير. وبحسب ما ورد يبحث عن قبره، الذي يقال إنه ليس في مقبرة جيروك بوروت ولكن مقبرة تاناه قصير.
وفقًا لصحيفة جاكرتا بوست فإن الاعتقاد موجود منذ عقود. تشير جاكرتا غلوب إلى أن الكثيرين يزورون المقبرة ليلًا للبحث عنه، ويقال أنه يظهر فقط في ليالي الجمعة عندما يكون أولئك الذين يبحثون عنه في مجموعات بها عدد فردي من الأشخاص. تم استخدام القصة كمصدر إلهام لفيلم شبح جيروك بوروت لعام 2006، مما أدى إلى انفجار شعبية عارمة للمقبرة.
تم الإبلاغ عن وجود أشباح أكثر في المقبرة. وهي تشمل طفلًا وغولًا ذو شعر كبير. في عام 2011 ، اختارت برامبورس إف إم مقبرة جيروك بوروت كمكان مخيف في جاكرتا، استنادًا إلى أسطورة القس بدون رأس. تم اختياره فوق موقع لوبانغ بوايا، وهو الموقع الذي تم فيه إلقاء جثث العديد من الجنرالات بعد انقلاب فاشل، بالإضافة إلى جسر كازابلانكا، وعبور قطار في بينتارو، ومنزل في بوندوك إنداه.